# Hamilton, Alabama
Hamilton är en stad (city) i Marion County, i delstaten Alabama, USA. Enligt United States Census Bureau har staden en folkmängd på 6 862 invånare (2011) och en landarea på 98,6 km². Hamilton är administrativ huvudort (county seat) i Marion County.